# Reformierte Kirche Tenna

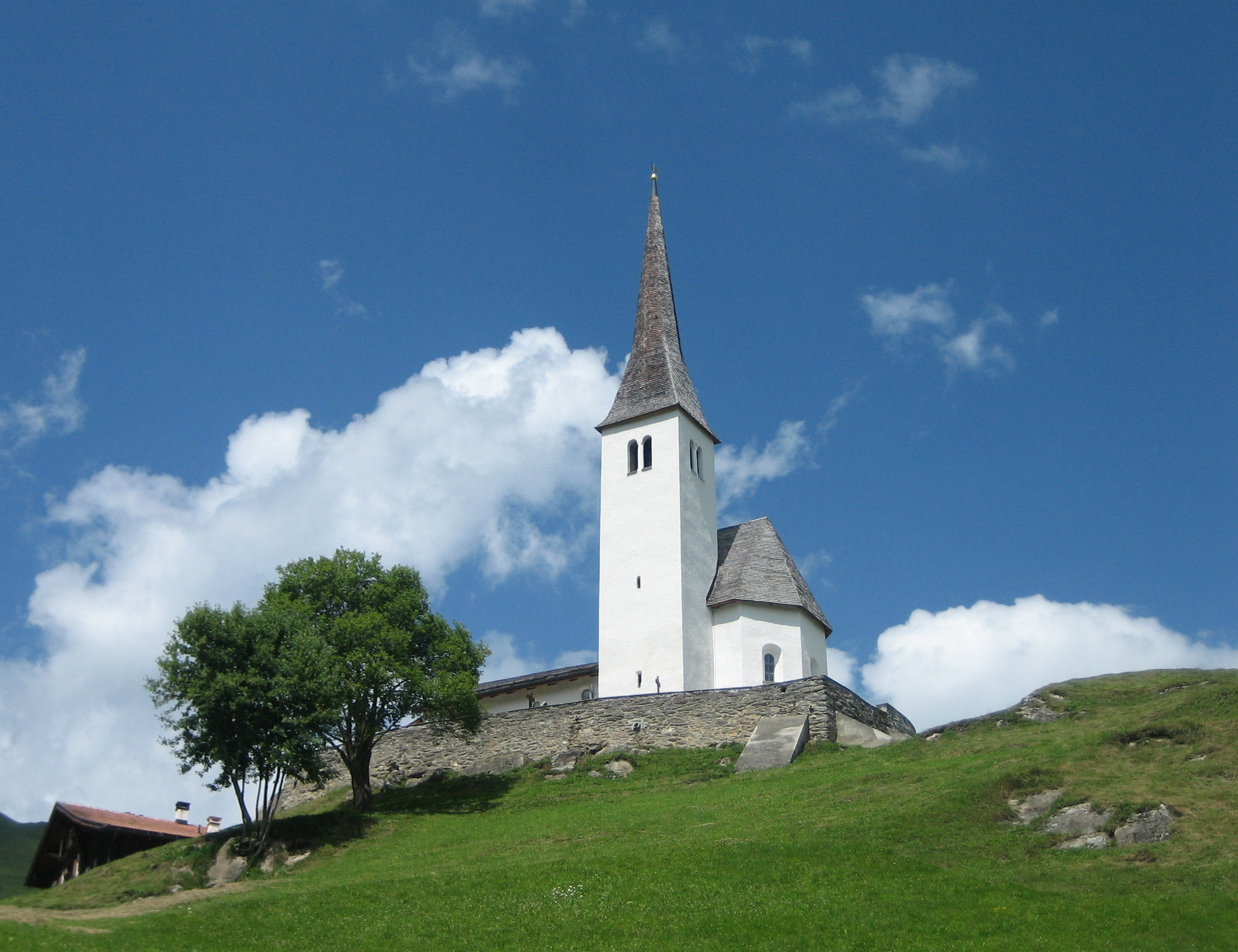
Die Kirche von Tenna

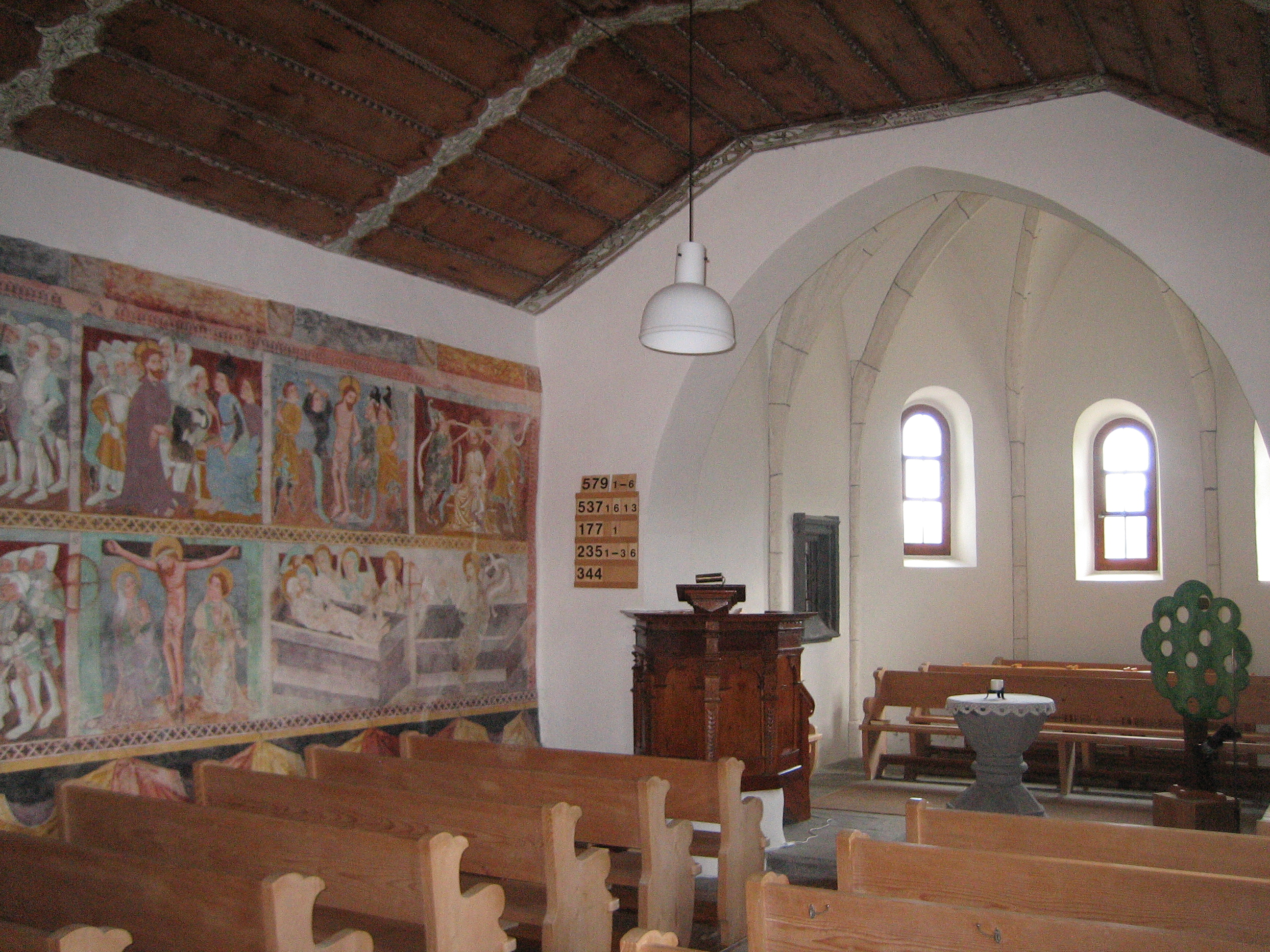
Kirchenraum

Die reformierte Kirche in Tenna im Safiental im schweizerischen Kanton Graubünden wurde gemäss dendrochronologischen Untersuchungen um 1408 erbaut. Bekannt ist sie für einen in Graubünden einzigartigen Bilderzyklus von 1408.

## Bau

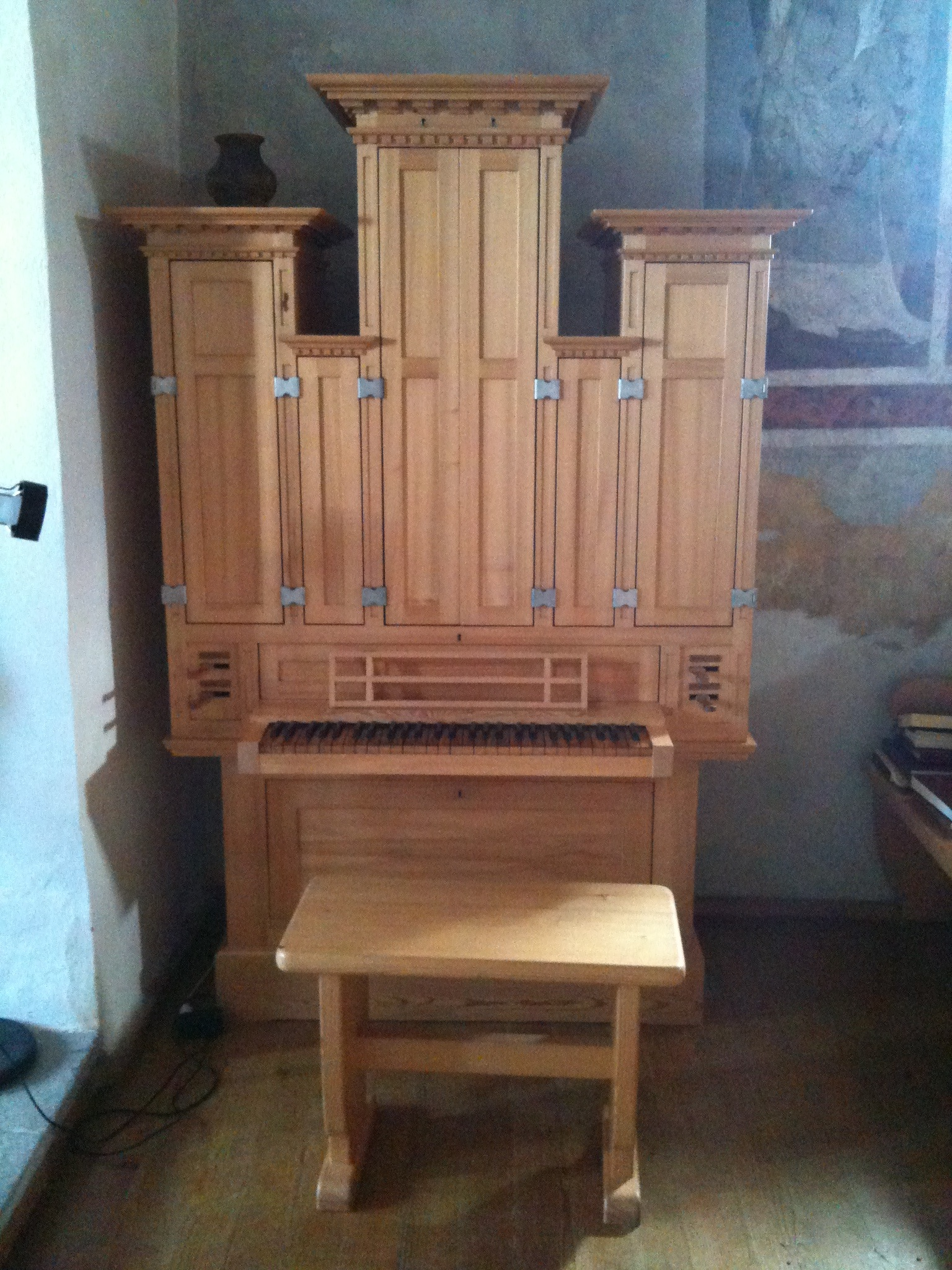
Orgel

Am ursprünglichen Bau aus dem Jahr 1408 wurde 1504 das Schiff verlängert und der Chor neu gebaut. Ein weiterer Ausbau nach Westen fand 1733 statt; zudem wurden neue Fenster eingebaut. Restauriert wurde 1957, 1980/81 und 2000/01. An das sehr niedrige und lange Schiff fügt sich ein hoch aufragender, mit einem Sternengewölbe überdeckter Polygonalchor an. Der Turm mit Zwillingsöffnungen und achteckigem Spitzhelm liegt im Süden.

## Malereien
Anlässlich der Restauration von 1957 wurden Wandmalereien von der Hand eines unbekannten Malers aus der Erbauungszeit entdeckt. Sie waren während der Reformation übertüncht worden und hatten sich gut erhalten. Die Bilder gehören neben den Malereien in der reformierten Kirche Waltensburg zu den wenigen Beispielen des Weichen Stils im Kanton Graubünden. Mit ihrem volkstümlichen Charakter unterscheiden sie sich stark von den nur kurz zuvor entstandenen Bildern der Kirche von St. Peter Mistail bei Tiefencastel. 
Die zehn Bilder sind an der Nordwand übereinander in zwei Reihen angeordnet und zeigen Szenen aus der Passion Jesu. Sie wurden 2000/01 letztmals restauriert. Gleichzeitig erhielt die Kirche ein neues Schindeldach.
Die polygonale Kanzel stammt aus dem Jahr 1669, der Taufstein aus der Erbauungszeit. Die Orgel wurde 1975 von Peter Ebell mit vier Registern erbaut.

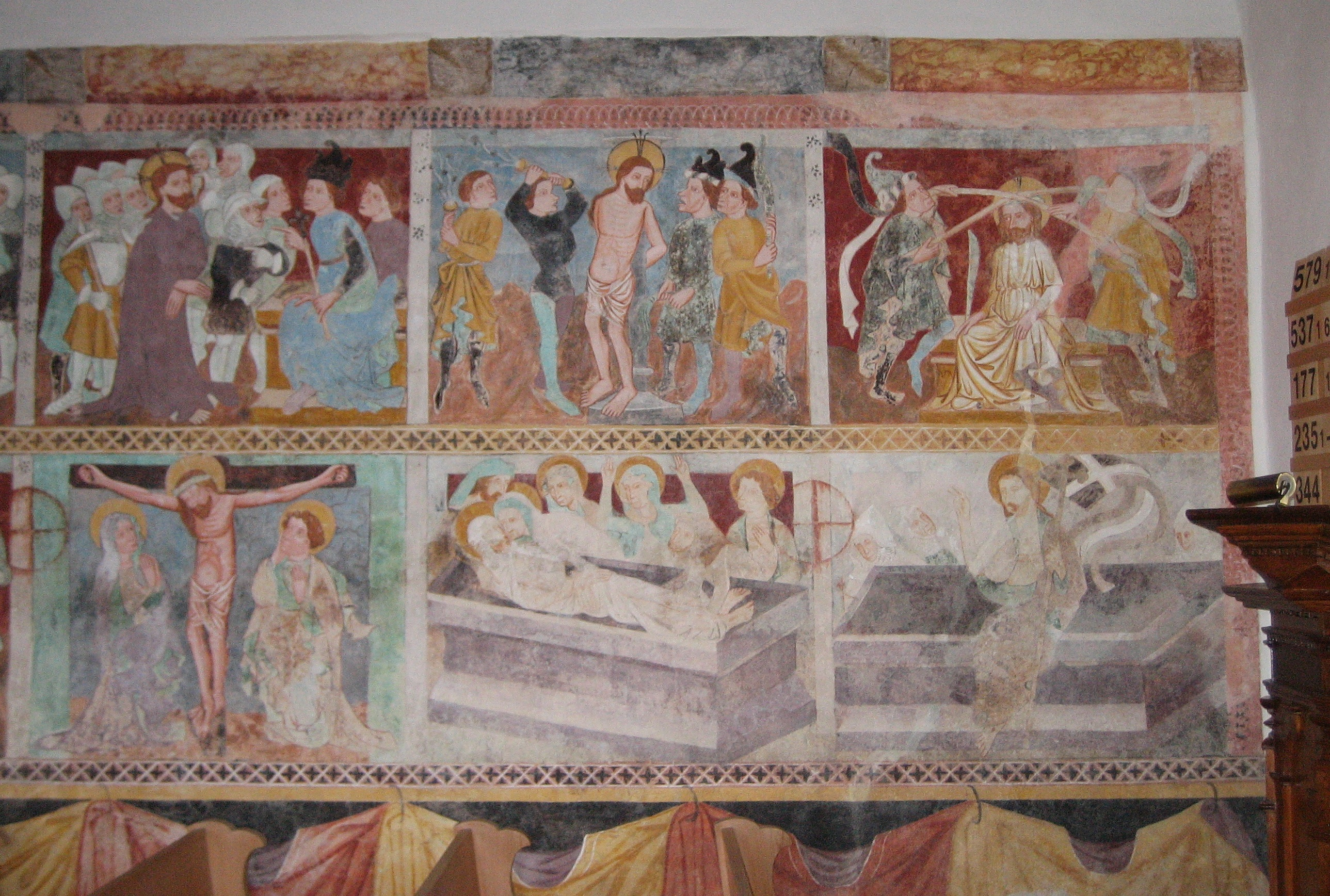
Fresken
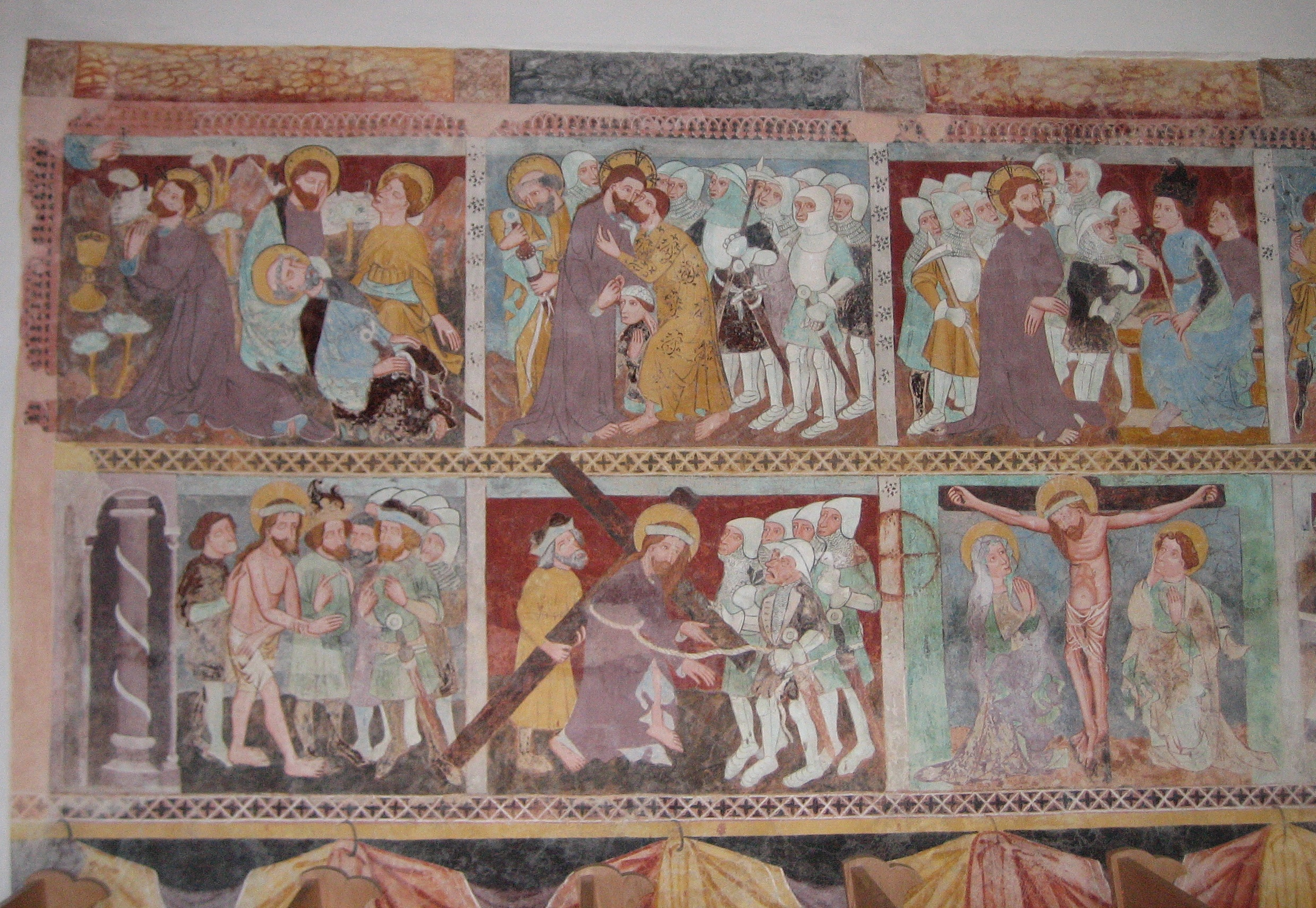
Fresken

## Kirchliche Organisation
Tenna stand bis 31. Dezember 2012 als eigenständige Kirchgemeinde in Pastorationsgemeinschaft mit den anderen Safientaler Gemeinden und mit Versam und Valendas. Seitdem sind die Dörfer zur Kirchgemeinde Safiental als Teil der Evangelisch-reformierte Landeskirche Graubünden fusioniert.